# Bursuc

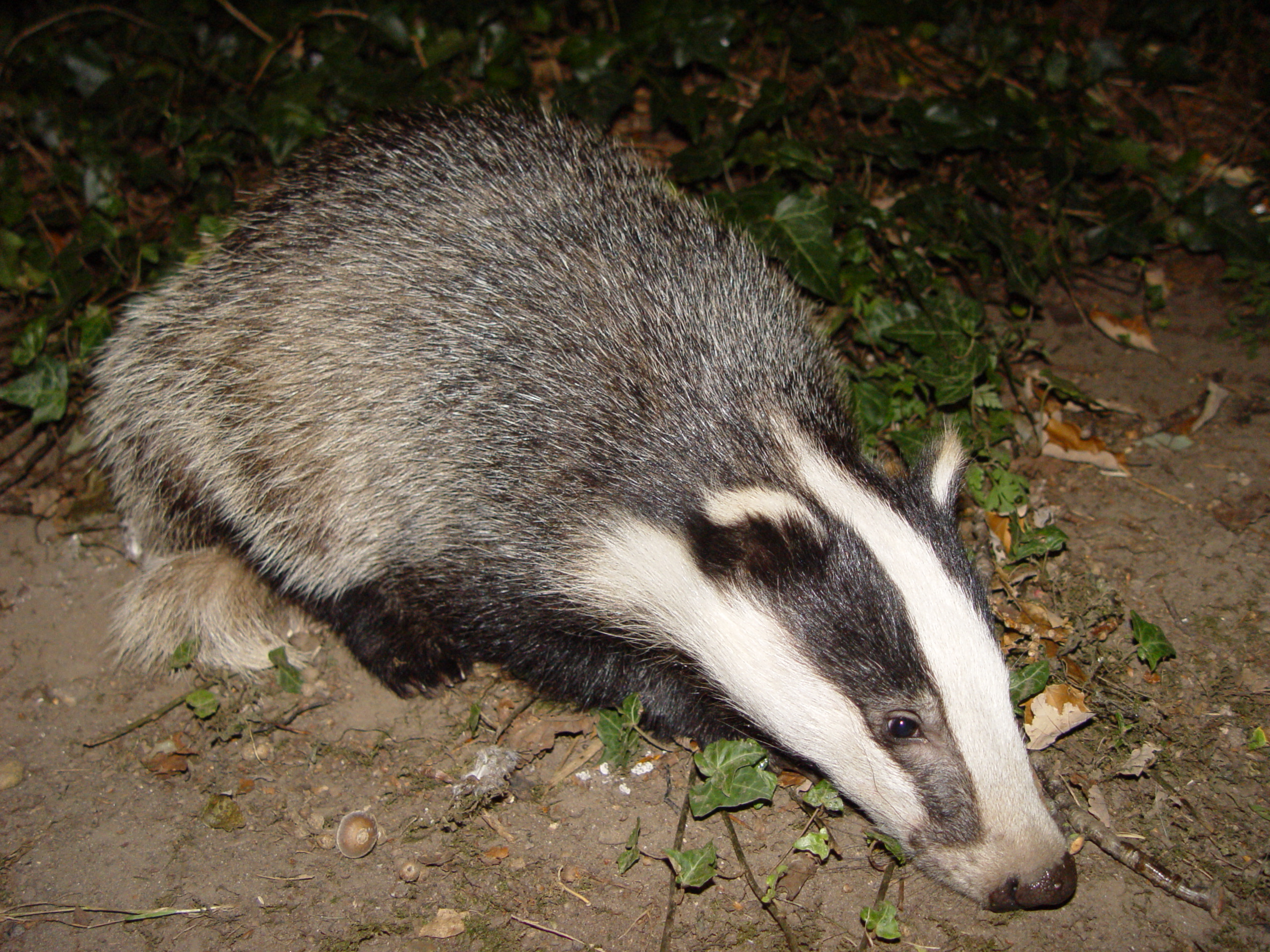
Bursucul european

Bursucii sunt omnivore cu picioare scurte din familia Mustelidae (care include, de asemenea, vidrele, glutonii, jderii, nurcile, dihorii, nevăstuicile și dihorii domestici). Bursucii reprezintă o grupare taxonomică mai degrabă polifiletică decât naturală, fiind uniți de corpul lor ghemuit și de adaptarea la activitatea fosorială. Toate fac parte din subordinul caniform al mamiferelor carnivore.
Cele cincisprezece specii de bursuci mustelide sunt grupate în patru subfamilii: patru specii de Melinae (genurile Meles și Arctonyx) inclusiv bursucul european, cinci specii de Helictidinae (genul Melogale) sau Melogale, viezurele melivor sau ratel Mellivorinae (genul Mellivora , și bursucul american Taxideinae (genul Taxidea). Bursucii includ cele mai bazale mustelide; bursucul american este cel mai bazal dintre toate, urmat succesiv de ratel și de Melinae; datele estimate de separare sunt de aproximativ 17,8, 15,5 și, respectiv, 14,8 milioane de ani în urmă.
Cele două specii de bursuci Mydaus asiatici din au fost incluse anterior în Melinae (și, prin urmare, în Mustelidae), dar dovezi genetice mai recente indică faptul că aceștia sunt de fapt membri ai familiei sconcsului (Mephitidae).
Condilii mandibulari ai bursucului sunt conectați la cavități lungi din craniul lor, ceea ce le oferă rezistență la dislocarea maxilarului și le sporește forța de prindere a mușcăturii, ceea ce limitează mișcarea maxilarului la deschidere și închidere sau la alunecarea dintr-o parte în alta, dar nu împiedică mișcarea de răsucire posibilă pentru maxilarele majorității mamiferelor.
Bursucii au corpul mai degrabă scurt și lat, cu picioare scurte pentru săpat. Au capul alungit, asemănător unei nevăstuici, cu urechi mici. Coada variază în lungime în funcție de specie; Mydaus are o coadă foarte scurtă, în timp ce coada bursucului Melogale poate ajunge la 46-51 cm lungime, în funcție de vârstă. Au fața neagră cu semne albe distinctive, corpul gri cu o dungă deschisă la culoare de la cap la coadă și picioarele închise la culoare cu burta deschisă la culoare. Ajung la aproximativ 90 cm lungime, inclusiv coada.
Bursucul european este unul dintre cei mai mari; bursucul american, Arctonyx și viezurele melivor sunt în general puțin mai mici și mai ușoare. Mydaus sunt și mai mici, iar Melogale sunt cei mai mici dintre toți. Aceștia cântăresc aproximativ 9-11 kg (20-24 lb), în timp ce unii bursuci eurasiatici cântăresc aproximativ 18 kg (40 lb).